# Bobrovecká vápenica
Bobrovecká vápenica je chatová osada a rekreační středisko poblíž stejnojmenného zaniklého vápencového lomu nedaleko obce Jalovec na severním Slovensku. Nachází se v nadmořské výšce 748 m v pohoří Západní Tatry a údolí Liptovská kotlina na území obce Bobrovec v okrese Liptovský Mikuláš v Žilinském kraji.

## Další informace
Kromě možnosti ubytování v rekreačním středisku, hotelu Mních nebo tábořišti Táborisko pri studničke, se zde také nachází kaple Sionská hora matky božej z roku 1994 s Bobroveckou kalvárií (křížovou cestou), parkoviště pro automobily a turisticky významné rozcestí stezek a cyklostezek. V bývalém lomu Bobrovská vápenica lze, za dostatku vody, spatřit také malý vodopád.

## Galerie

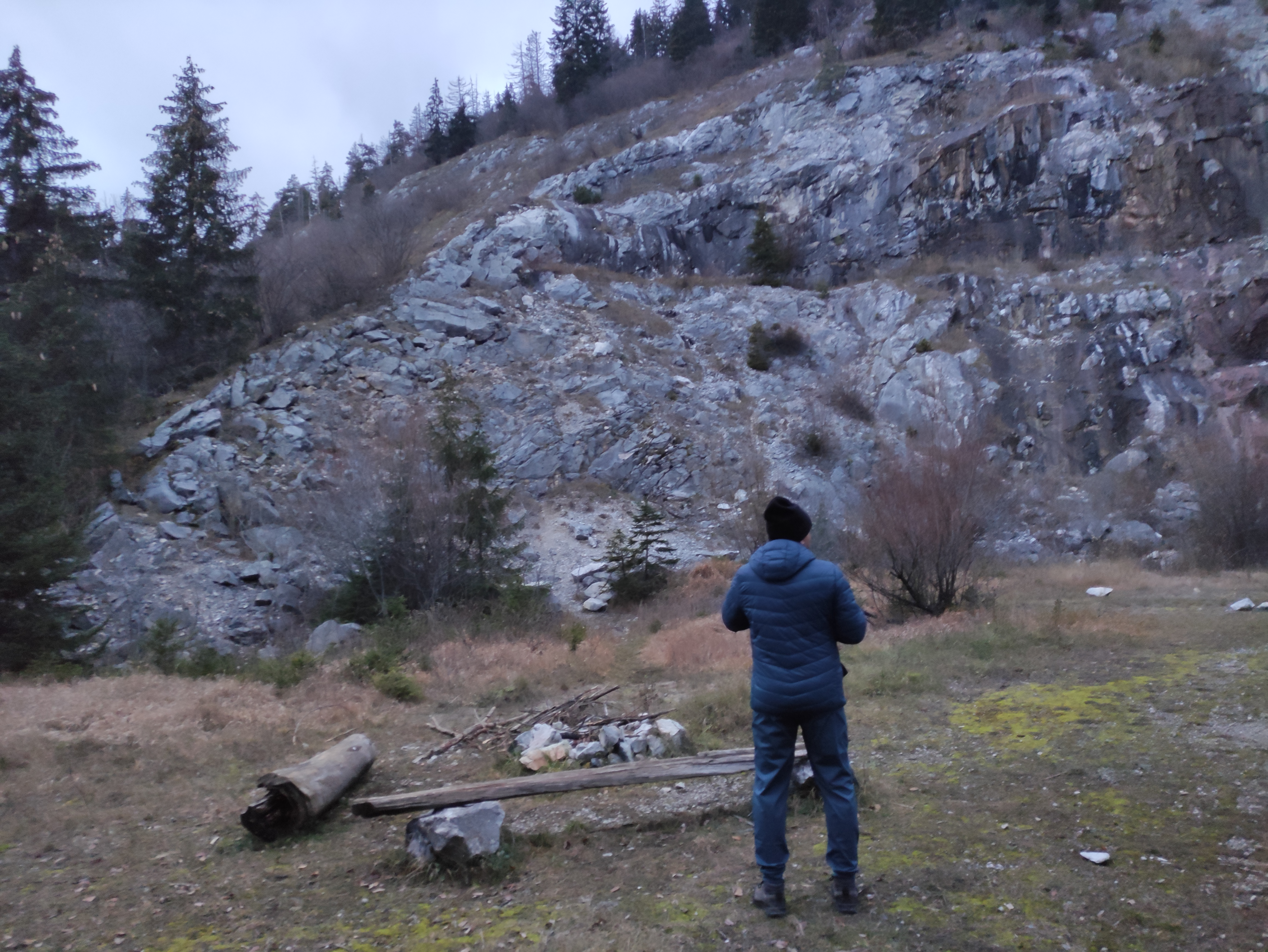
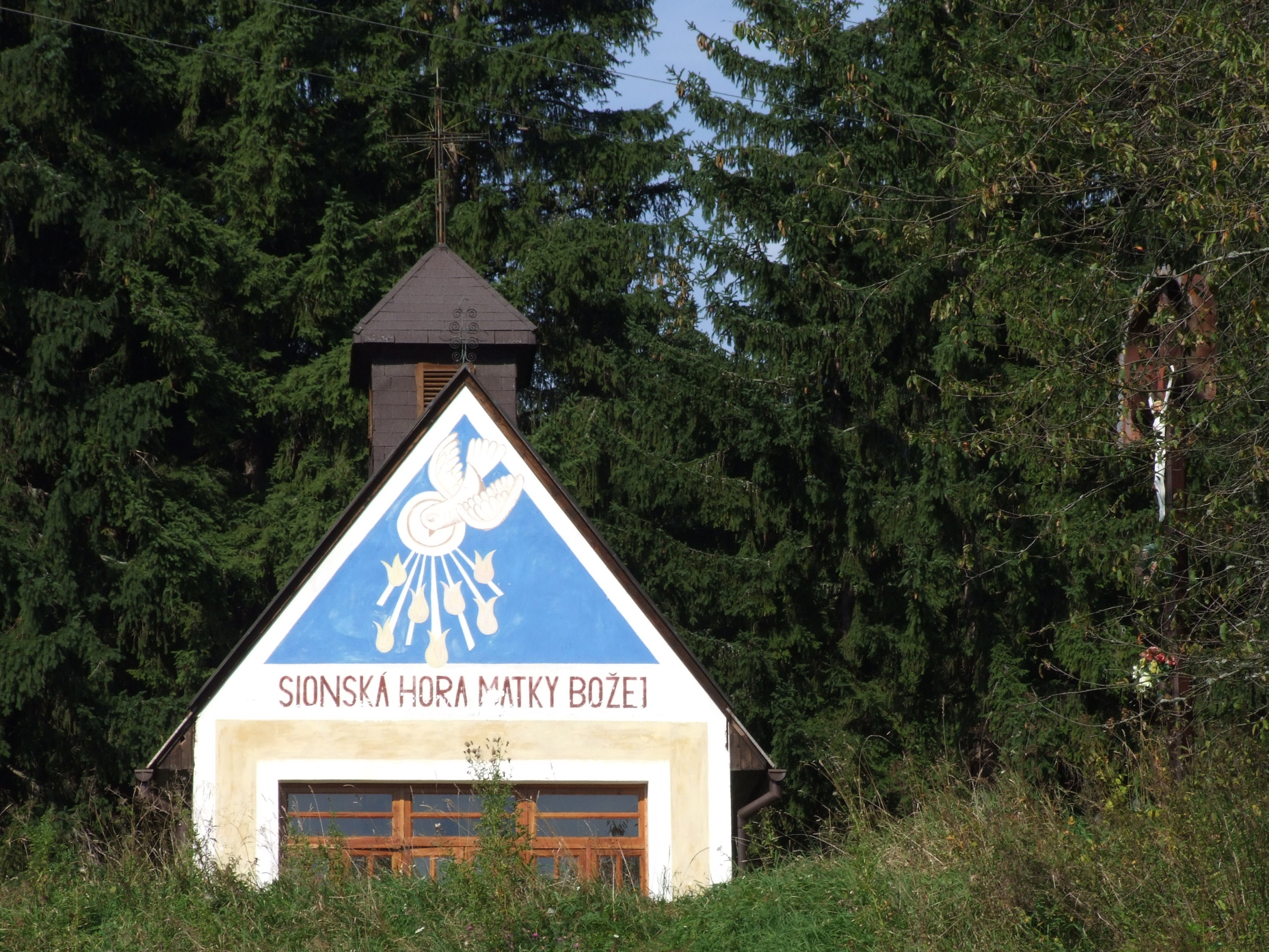